# Église Saint-Saturnin de Champigny-sur-Marne
Pour les articles homonymes, voir Église Saint-Saturnin.
L'église Saint-Saturnin est une église catholique située à Champigny-sur-Marne, dans le Val-de-Marne. Elle est classée monument historique depuis 1913.

## Histoire
Les premières mentions de l'église Saint-Saturnin datent du XIe siècle. Ainsi, il apparaît que l’église a été donnée en 1067 au prieuré Saint-Martin-des-Champs par le second archidiacre Joscelyn qui l'avait reçu de l'évêque de Paris. La confirmation de cette donation par l'évêque et le chapitre n'a été donnée qu'en 1085.
Le 27 novembre 1119, le pape Calixte II émet une bulle confirmant toutes les possessions de Saint-Martin-des-Champs parmi lesquelles « altare, atrium et decimam de Campiniaco », soit l'autel, la cour, et la dîme de Champigny.
En 1200, un chanoine de Bourges, Terric, et ses deux frères, Pierre curé de Saint-Jean-en-Grève et Jean, prêtre, obtinrent le consentement du curé de Champigny pour la création d'un chapelain chargé de l'autel de saint Jacques dans l'église de Saint-Saturnin.
Par manque de place, le cimetière communal attenant à l’église est déplacé en 1835.
Durant la bataille de Champigny, qui se déroule du 30 novembre au 2 décembre 1870, l’église est fortement endommagée.
L'église a été classée au titre des monuments historiques le 22 juillet 1913.

### Principales dates de la construction
Les premières constructions encore visibles remontent à la fin du XIIe siècle (partie basse du clocher et porte occidentale), peu avant la fondation d'un titre de chapelain dans l'église nouvelle, en 1200. Au fil des siècles de nombreuses campagnes de construction / restaurations sont effectuées : le chœur aux XIIe – XIIIe siècles, la nef au XIIIe siècle, réfection du clocher XVIIe siècle, adjonction d'une absidiole orientée à pans coupés au sud après 1810, construction de la sacristie construite en 1840, pose de vitraux en 1855 et 1858, restauration de l'église après la guerre de 1870, réception d'un décor peint en 1877, restauration de l'intérieur vers 1980, restauration de la façade occidentale en 1985.

## Architecture

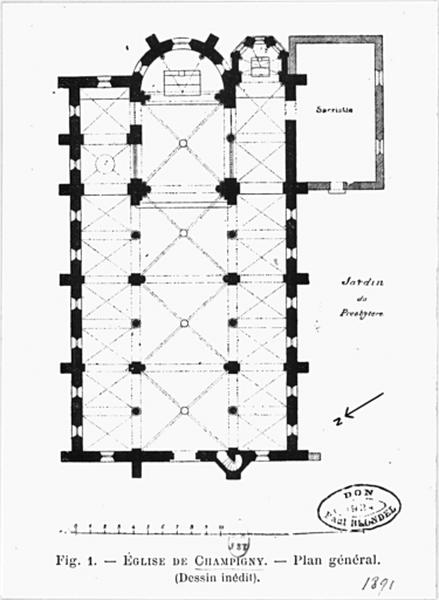
Plan de l'église de Saint-Saturnin de Champigny-sur-Marne

L’édifice adopte un plan allongé dirigé vers l’est.

### Extérieur
La façade occidentale, flanquée de deux contreforts, est constituée d’un portail en plein cintre, caractéristique de l’époque romane. Le portail est, par ailleurs, surmonté d’une verrière ouverte.
La base du clocher est également caractéristique de l’époque romane du XIIe siècle avec l’utilisation de contreforts massifs. Le clocher du XVIIe siècle, a été modifié sur certains aspects au XIXe siècle lors de sa restauration, rendue nécessaire par les dégâts occasionnés lors de la guerre de 1870.

### Intérieur
L’église Saint-Saturnin comporte une grande nef prolongée par un sanctuaire et deux nefs latérales. Chacune de ces nefs latérales, bien que dépourvues de transepts, sont composées de 3 travées. Une quatrième travée, venant servir d'assise au clocher, constitue le chœur du vaisseau.
Celles-ci se terminent par deux chapelles, l’une dédiée à sainte Geneviève, l’autre sous l’invocation de la Vierge.
Contrairement à sa façade d’inspiration romane, la nef est caractéristique de l’art gothique avec sa voûte reposant sur des croisées d’ogives, tout comme ses grandes arcades sur colonnes surmontées de chapiteaux ornés. Ceux-ci sont décorés de feuillages variés de la région parisienne.
Une partie de l’église, les tribunes, était dédiée au logement des pèlerins. Une des clefs de voûte représente deux visages, sans doute un seigneur de Champigny et sa femme.

## Les vitraux
Six oculi placés au-dessus des tribunes éclairent la nef. Les vitraux, datés de 1858, sont l’œuvre du célèbre peintre verrier Antoine Lusson.
Chacun représente le portrait d'un personnage biblique du Nouveau Testament avec son attribut dans le médaillon central avec une bordure décorative à motifs géométriques et végétaux :
- saint Pierre tenant une clé
- saint Paul tenant une épée
- saint Matthieu écrivant sur un livre aux côtés d'un homme ailé
- saint Jean aux côtés d'un aigle
- saint Luc aux côtés d'un bœuf
- saint Marc aux côtés d'un lion

Un ensemble de trois verrières apporte la luminosité dans le chœur. Également réalisées dans l'atelier d'Antoine Lusson en 1855, elles furent offertes à la paroisse de Champigny-sur-Marne par un certain Monsieur Mignon d'après l'inscription sur la baie de gauche.
La verrière du centre représente saint Saturnin, tandis que sur les deux autres baies figurent des décors de rinceaux.

## Le Martyre de Saint-Saturnin (peinture murale disparue)
À l'entrée du chœur, une peinture murale représentait autrefois le martyre de saint Saturnin. Cette peinture avait été produite par Théobald Chartran en 1877, et pour laquelle il fut médaillé au salon de 1877 (3e prix).
Dieu le Père y était représenté au centre de la peinture murale. À sa gauche, un ange remettait la palme du martyre à saint Saturnin agenouillé à sa droite.
Cette peinture disparut lors de la réfection de l'église après 1926.

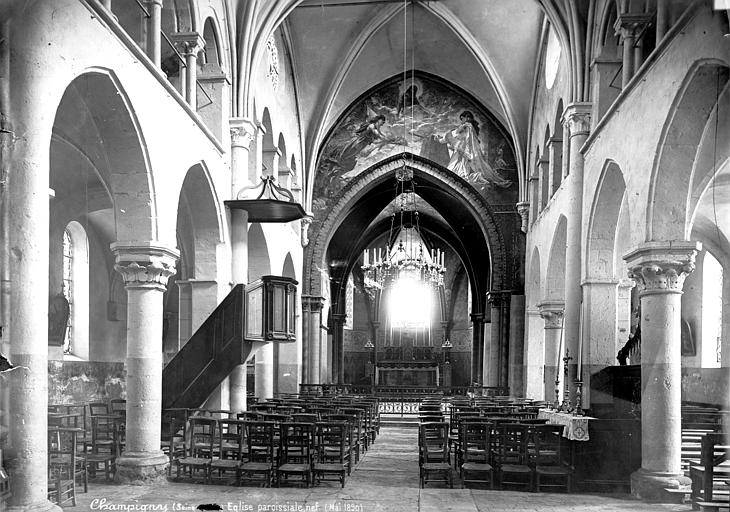
Vue intérieure de la nef vers le chœur à la fin du XIXe siècle.
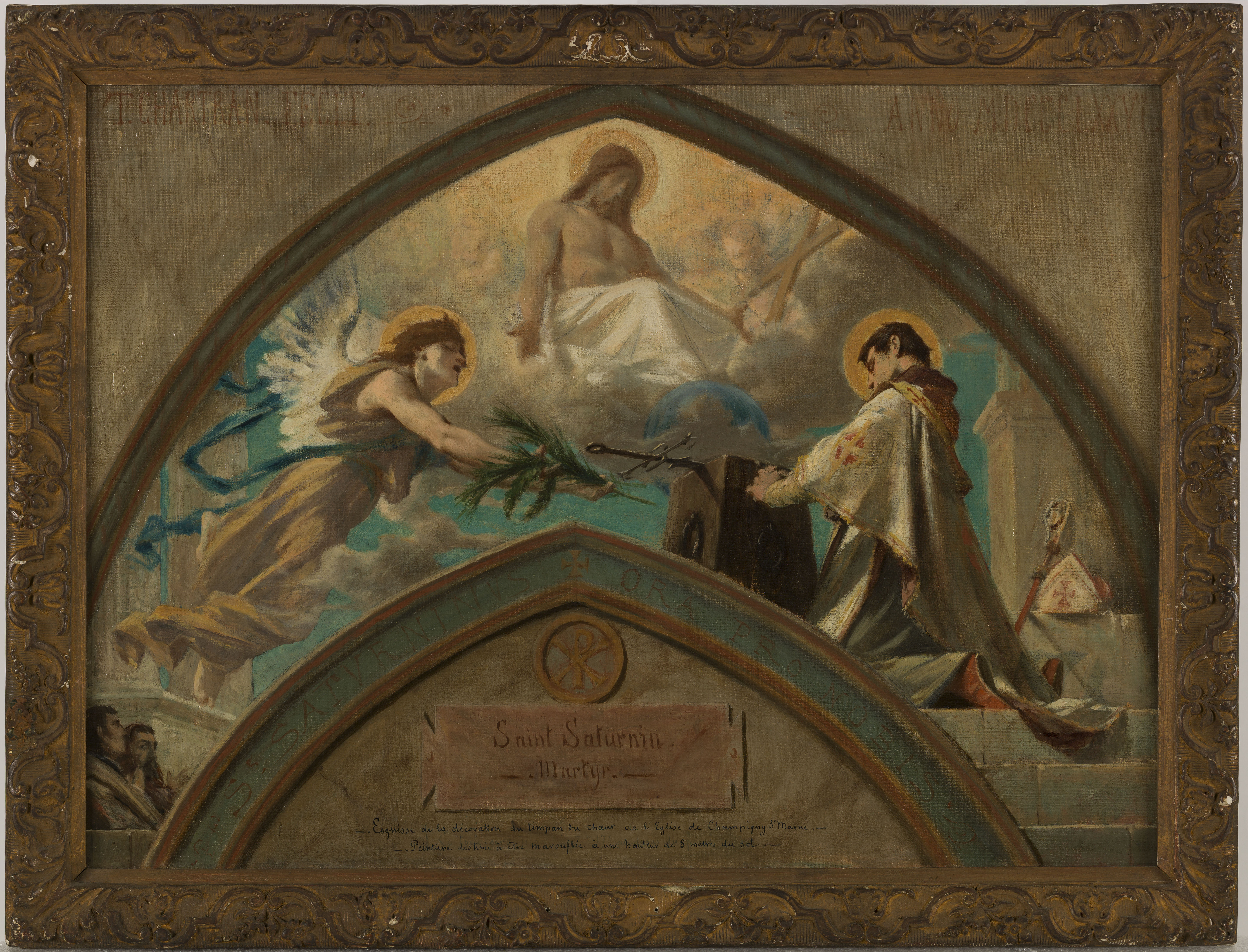
Esquisse conservée au Musée des beaux-arts de la ville de Paris.

## Le mobilier

### Fonts baptismaux
À l’intérieur du bâtiment (collatéral nord 1re travée) sont conservés des fonts baptismaux en grès du XVIIe siècle. Ces derniers servent aux baptêmes par aspersion. Ils ont été inscrits au titre objet le 20 octobre 1975.

### Banc d’œuvre

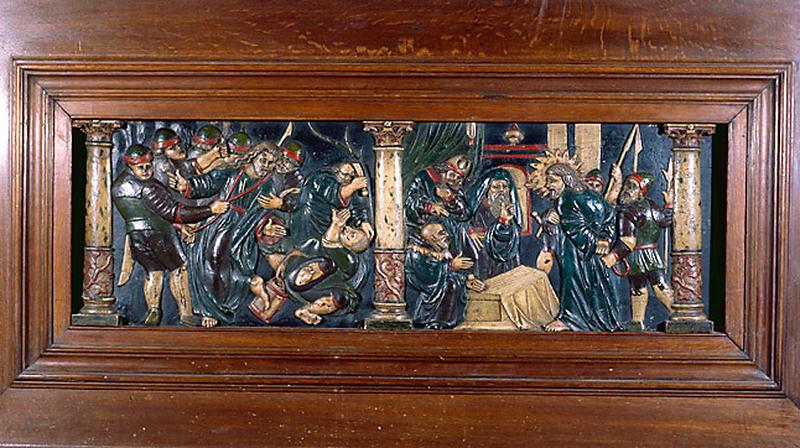
Scène de l'arrestation de Jésus au jardin des Oliviers.

L’ancien banc d’œuvre du XVIe siècle, qui était autrefois réservé aux membres du conseil de fabrique d’une paroisse, a été remonté comme devant d’autel. En bois taillé, il présente la scène de l’arrestation de Jésus au jardin des Oliviers. Sur la scène de gauche, saint Pierre tranche l’oreille de Malchus ; tandis que sur celle de droite, Jésus est présenté à Ponce Pilate.

### Chasublier
Le chasublier du XIXe siècle a été inscrit à titre objet le 20 octobre 1975.